# Forcipomyia spangleri
Forcipomyia spangleri är en tvåvingeart som beskrevs av Meillon och Wirth 1980. Forcipomyia spangleri ingår i släktet Forcipomyia och familjen svidknott.
Artens utbredningsområde är Guatemala. Inga underarter finns listade i Catalogue of Life.